# Campionato europeo dei piccoli stati femminile di pallavolo 2007
Il campionato europeo dei piccoli stati femminile di pallavolo 2007 si è svolto dall'11 al 13 maggio 2007 a Glasgow, in Scozia: al torneo hanno partecipato cinque squadre nazionali europee di stati con meno di un milione di abitanti e la vittoria finale è andata per la prima volta all'Islanda.

## Qualificazioni
Al torneo hanno partecipato: la nazionale del paese ospitante e quattro nazionali provenienti dai gironi di qualificazione.

## Regolamento
Le squadre hanno disputato un'unica fase con formula del girone all'italiana.

## Squadre partecipanti
| Squadra       | Qualificazione                            | Ultima partecipazione |
| ------------- | ----------------------------------------- | --------------------- |
| Cipro         | 2ª al torneo di qualificazione (girone A) | Liechtenstein 2004    |
| Islanda       | 1ª al torneo di qualificazione (girone A) | Lussemburgo 2002      |
| Liechtenstein | 1ª al torneo di qualificazione (girone B) | Liechtenstein 2004    |
| Lussemburgo   | 2ª al torneo di qualificazione (girone B) | Liechtenstein 2004    |
| Scozia        | Paese organizzatore                       | Liechtenstein 2004    |

## Torneo

### Risultati
| 11 maggio 2007 ?, Glasgow Durata: 1h:40 - Spettatori: 50  | Liechtenstein | 1 - 3 | Islanda       | 17-25, 25-19, 28-30, 11-25        |
| 11 maggio 2007 ?, Glasgow Durata: 1h:50 - Spettatori: 50  | Lussemburgo   | 3 - 2 | Cipro         | 25-20, 25-20, 14-25, 22-25, 15-13 |
| 11 maggio 2007 ?, Glasgow Durata: 1h:10 - Spettatori: 100 | Scozia        | 0 - 3 | Liechtenstein | 13-25, 13-25, 23-25               |
| 12 maggio 2007 ?, Glasgow Durata: 1h:59 - Spettatori: 75  | Lussemburgo   | 3 - 2 | Scozia        | 25-17, 21-25, 24-26, 25-19, 15-8  |
| 12 maggio 2007 ?, Glasgow Durata: 1h:47 - Spettatori: 40  | Cipro         | 1 - 3 | Islanda       | 24-26, 21-25, 27-25, 23-25        |
| 12 maggio 2007 ?, Glasgow Durata: 1h:15 - Spettatori: 30  | Liechtenstein | 0 - 3 | Lussemburgo   | 18-25, 13-25, 19-25               |
| 12 maggio 2007 ?, Glasgow Durata: 1h:36 - Spettatori: 150 | Scozia        | 1 - 3 | Cipro         | 22-25, 17-25, 25-22, 16-25        |
| 13 maggio 2007 ?, Glasgow Durata: 1h:11 - Spettatori: 10  | Islanda       | 3 - 0 | Lussemburgo   | 25-18, 25-16, 25-14               |
| 13 maggio 2007 ?, Glasgow Durata: 1h:42 - Spettatori: 40  | Cipro         | 3 - 1 | Liechtenstein | 24-26, 25-22, 25-20, 25-18        |
| 13 maggio 2007 ?, Glasgow Durata: 2h:02 - Spettatori: 250 | Islanda       | 2 - 3 | Scozia        | 25-20, 25-27, 25-18, 23-25, 12-15 |

### Classifica
| Pos | Squadra       | Pt | G | V | P | SV | SP | Ratio | PF  | PS  | Ratio |
| --- | ------------- | -- | - | - | - | -- | -- | ----- | --- | --- | ----- |
| 1   | Islanda       | 7  | 4 | 3 | 1 | 11 | 5  | 2.200 | 385 | 329 | 1.170 |
| 2   | Lussemburgo   | 7  | 4 | 3 | 1 | 9  | 7  | 1.286 | 334 | 323 | 1.034 |
| 3   | Cipro         | 6  | 4 | 2 | 2 | 9  | 8  | 1.125 | 394 | 368 | 1.071 |
| 4   | Liechtenstein | 5  | 4 | 1 | 3 | 5  | 9  | 0.556 | 292 | 322 | 0.907 |
| 5   | Scozia        | 5  | 4 | 1 | 3 | 6  | 11 | 0.545 | 329 | 392 | 0.839 |

## Podio

### Campione
Formazione: 1 Panagiota Aristeidou, 2 Antrea Charalambous, 3 Elisabeth Craney, 4 Stella Ioannou, 5 Panagiuta Kouta, 6 Eleni Michael, 7 Ivana Milanovic, 8 Oxana Pavlou Hacicov, 9 Tetyana Timokhova-Siskou, 10 Sofia Tsangaridou, 11 Kalliopi Vasiliou, 12 Chryso Vouvakou, CT: -

### Secondo posto
Formazione: 1 Lynn Elouardi, 2 Martine Emeringer, 3 Isabelle Frisch, 4 Samirah Frisch, 5 Anne Grethen, 6 Patricia Huijnen, 7 Carole Kieffer, 8 Denitza Krivova, 9 Anne-Marie Lebon, 10 Patricia Noesen, 11 Danielle Oesch, CT: -

### Terzo posto
Formazione: 1 Miglena Apostolova, 2 Velina Apostolova, 3 Ingibjork Gunnarsdottir, 4 Birna Hallsdóttir, 5 Lilja Jónsdóttir, 6 Thorbjorg Jónsdóttir, 7 Anna Pavliouk, 8 Laufey Björk Sigmunsdóttir, 9 Frida Sigmunsdóttir, 10 Elsa Saeny Valgeirsdottir, 11 Jona Vigfusdóttir, CT: -

## Classifica finale
| Pos | Squadra       |
| --- | ------------- |
|     | Islanda       |
|     | Lussemburgo   |
|     | Cipro         |
| 4   | Liechtenstein |
| 5   | Scozia        |